# Aufidus rossi
Aufidus rossi är en insektsart som beskrevs av Victor Lallemand och Synave 1953. Aufidus rossi ingår i släktet Aufidus och familjen spottstritar. Inga underarter finns listade i Catalogue of Life.